# 8 Heures d'Indianapolis 2021
Navigation
Édition précédente Édition suivante
Les 8 Heures d'Indianapolis 2021 (2021 Indianapolis 8 Hour présenté par AWS), disputées du 15 octobre 2021 au 17 octobre 2021 sur l'Indianapolis Motor Speedway, sont la troisième édition de cette épreuve. La course est la troisième manche de l'Intercontinental GT Challenge 2021.

## Course

### Classement de la course
Les voitures ne parcourant pas 70 % de la distance du gagnant sont non classées (NC).
| Pos                                     | Classe     | no  | Écurie                                     | Pilotes                                                  | Châssis                                 | Tours | Temps               |
| --------------------------------------- | ---------- | --- | ------------------------------------------ | -------------------------------------------------------- | --------------------------------------- | ----- | ------------------- |
| Pos                                     | Classe     | no  | Écurie                                     | Pilotes                                                  | Moteur                                  | Tours | Temps               |
| 1                                       | GT3 Pro    | 25  | Audi Sport Team Saintéloc                  | Christopher Haase Patric Niederhauser Markus Winkelhock  | Audi R8 LMS Evo                         | 265   | 8 h 00 min 59 s 768 |
| 1                                       | GT3 Pro    | 25  | Audi Sport Team Saintéloc                  | Christopher Haase Patric Niederhauser Markus Winkelhock  | Audi DAR 5,2 L V10 Atmo                 | 265   | 8 h 00 min 59 s 768 |
| 2                                       | GT3 Pro    | 89  | Mercedes-AMG Team AKKA ASP                 | Timur Boguslavskiy Daniel Juncadella Raffaele Marciello  | Mercedes-AMG GT3 Evo                    | 265   | + 11 s 958          |
| 2                                       | GT3 Pro    | 89  | Mercedes-AMG Team AKKA ASP                 | Timur Boguslavskiy Daniel Juncadella Raffaele Marciello  | Mercedes-Benz M159 6,2 l V8 Atmo        | 265   | + 11 s 958          |
| 3                                       | GT3 Pro    | 3   | K-Pax Racing (en)                          | Mirko Bortolotti Andrea Caldarelli Jordan Pepper         | Lamborghini Huracán GT3 Evo             | 265   | + 22 s 853          |
| 3                                       | GT3 Pro    | 3   | K-Pax Racing (en)                          | Mirko Bortolotti Andrea Caldarelli Jordan Pepper         | Lamborghini DGF 5,2 L V10 Atmo          | 265   | + 22 s 853          |
| 4                                       | GT3 Pro    | 51  | AF Corse - Francorchamps Motors            | Côme Ledogar Nicklas Nielsen Alessandro Pier Guidi       | Ferrari 488 GT3 Evo 2020                | 265   | + 49 s 508          |
| 4                                       | GT3 Pro    | 51  | AF Corse - Francorchamps Motors            | Côme Ledogar Nicklas Nielsen Alessandro Pier Guidi       | Ferrari F154CB 3,9 L V8 Turbo           | 265   | + 49 s 508          |
| 5                                       | GT3 Pro    | 32  | Audi Sport Team WRT                        | Christopher Mies Dries Vanthoor Charles Weerts           | Audi R8 LMS Evo                         | 265   | + 51 s 655          |
| 5                                       | GT3 Pro    | 32  | Audi Sport Team WRT                        | Christopher Mies Dries Vanthoor Charles Weerts           | Audi DAR 5,2 L V10 Atmo                 | 265   | + 51 s 655          |
| 6                                       | GT3 Silver | 77  | Richard Mille - Compass Racing             | Mario Farnbacher Ashton Harrison Matt McMurry            | Acura NSX GT3 Evo                       | 265   | + 59 s 815          |
| 6                                       | GT3 Silver | 77  | Richard Mille - Compass Racing             | Mario Farnbacher Ashton Harrison Matt McMurry            | Acura JNC1 3,5 L V6 Turbo               | 265   | + 59 s 815          |
| 7                                       | GT3 Silver | 26  | Saintéloc Racing                           | Nicolas Baert Lucas Légeret Aurélien Panis               | Audi R8 LMS Evo                         | 265   | + 1 min 23 s 937    |
| 7                                       | GT3 Silver | 26  | Saintéloc Racing                           | Nicolas Baert Lucas Légeret Aurélien Panis               | Audi DAR 5,2 L V10 Atmo                 | 265   | + 1 min 23 s 937    |
| 8                                       | GT3 Silver | 93  | Racers Edge Motorsports                    | Jacob Abel Dakota Dickerson Taylor Hagler                | Acura NSX GT3 Evo                       | 264   | + 1 tour            |
| 8                                       | GT3 Silver | 93  | Racers Edge Motorsports                    | Jacob Abel Dakota Dickerson Taylor Hagler                | Acura JNC1 3,5 L V6 Turbo               | 264   | + 1 tour            |
| 9                                       | GT3 Pro    | 6   | K-Pax Racing (en)                          | Corey Lewis Marco Mapelli Giovanni Venturini             | Lamborghini Huracán GT3 Evo             | 264   | + 1 tour            |
| 9                                       | GT3 Pro    | 6   | K-Pax Racing (en)                          | Corey Lewis Marco Mapelli Giovanni Venturini             | Lamborghini DGF 5,2 L V10 Atmo          | 264   | + 1 tour            |
| 10                                      | GT3 Pro-Am | 75  | SunEnergy1 Racing                          | Mikaël Grenier Kenny Habul Martin Konrad                 | Mercedes-AMG GT3 Evo                    | 261   | + 4 tours           |
| 10                                      | GT3 Pro-Am | 75  | SunEnergy1 Racing                          | Mikaël Grenier Kenny Habul Martin Konrad                 | Mercedes-Benz M159 6,2 l V8 Atmo        | 261   | + 4 tours           |
| 11                                      | GT3 Pro-Am | 34  | GMG Racing                                 | Dennis Olsen James Sofronas Kyle Washington              | Porsche 911 GT3 R                       | 261   | + 4 tours           |
| 11                                      | GT3 Pro-Am | 34  | GMG Racing                                 | Dennis Olsen James Sofronas Kyle Washington              | Porsche 4,2 L Flat Six Atmo             | 261   | + 4 tours           |
| 12                                      | GT3 Pro    | 37  | Audi Sport Team WRT                        | Mattia Drudi Robin Frijns Nico Müller                    | Audi R8 LMS Evo                         | 261   | + 4 tours           |
| 12                                      | GT3 Pro    | 37  | Audi Sport Team WRT                        | Mattia Drudi Robin Frijns Nico Müller                    | Audi DAR 5,2 L V10 Atmo                 | 261   | + 4 tours           |
| 13                                      | GT3 Pro-Am | 10  | TR3 Racing                                 | Giacomo Altoè John Megrue Bill Sweedler                  | Lamborghini Huracán GT3 Evo             | 259   | + 6 tours           |
| 13                                      | GT3 Pro-Am | 10  | TR3 Racing                                 | Giacomo Altoè John Megrue Bill Sweedler                  | Lamborghini DGF 5,2 L V10 Atmo          | 259   | + 6 tours           |
| 14                                      | GT3 Pro-Am | 63  | CrowdStrike/DXDT Racing (en)               | David Askew Ryan Dalziel Scott Smithson                  | Mercedes-AMG GT3 Evo                    | 256   | + 9 tours           |
| 14                                      | GT3 Pro-Am | 63  | CrowdStrike/DXDT Racing (en)               | David Askew Ryan Dalziel Scott Smithson                  | Mercedes-Benz M159 6,2 l V8 Atmo        | 256   | + 9 tours           |
| 15                                      | GT3 Pro-Am | 70  | Inception Racing avec Optimum Motorsport   | Brendan Iribe Kevin Madsen Ollie Millroy                 | McLaren 720S GT3                        | 255   | + 10 tours          |
| 15                                      | GT3 Pro-Am | 70  | Inception Racing avec Optimum Motorsport   | Brendan Iribe Kevin Madsen Ollie Millroy                 | McLaren M840T 4,0 l V8 Bi-Turbo         | 255   | + 10 tours          |
| 16                                      | GT3 Am     | 61  | AF Corse                                   | Conrad Grunewald Mark Kvamme Jean-Claude Saada           | Ferrari 488 GT3 Evo 2020                | 254   | + 11 tours          |
| 16                                      | GT3 Am     | 61  | AF Corse                                   | Conrad Grunewald Mark Kvamme Jean-Claude Saada           | Ferrari F154CB 3,9 L V8 Turbo           | 254   | + 11 tours          |
| 17                                      | GT4 Silver | 36  | Bimmerworld Racing (en)                    | Bill Auberlen James Clay Chandler Hull                   | BMW M4 GT4                              | 247   | + 18 tours          |
| 17                                      | GT4 Silver | 36  | Bimmerworld Racing (en)                    | Bill Auberlen James Clay Chandler Hull                   | BMW S58B30T0 3,0 L i6 M TwinPower Turbo | 247   | + 18 tours          |
| 18                                      | GT4 Pro-Am | 119 | Stephen Cameron Racing                     | Guy Cosmo Tom Dyer Sean Quinlan                          | BMW M4 GT4                              | 247   | + 18 tours          |
| 18                                      | GT4 Pro-Am | 119 | Stephen Cameron Racing                     | Guy Cosmo Tom Dyer Sean Quinlan                          | BMW S58B30T0 3,0 L i6 M TwinPower Turbo | 247   | + 18 tours          |
| 19                                      | GT4 Pro-Am | 54  | Black Swan Racing                          | Jeroen Bleekemolen Sebastiaan Bleekemolen Tim Pappas     | Porsche 718 Cayman GT4 Clubsport        | 247   | + 18 tours          |
| 19                                      | GT4 Pro-Am | 54  | Black Swan Racing                          | Jeroen Bleekemolen Sebastiaan Bleekemolen Tim Pappas     | Porsche 3,8 L Flat Six Atmo             | 247   | + 18 tours          |
| 20                                      | GT4 Silver | 82  | Bimmerworld Racing (en)                    | Nick Galante Devin Jones James Walker                    | BMW M4 GT4                              | 246   | + 19 tours          |
| 20                                      | GT4 Silver | 82  | Bimmerworld Racing (en)                    | Nick Galante Devin Jones James Walker                    | BMW S58B30T0 3,0 L i6 M TwinPower Turbo | 246   | + 19 tours          |
| 21                                      | GT4 Pro-Am | 66  | TRG - The Racer's Group                    | Derek DeBoer Andy Lally Spencer Pumpelly                 | Porsche 718 Cayman GT4 Clubsport        | 246   | + 19 tours          |
| 21                                      | GT4 Pro-Am | 66  | TRG - The Racer's Group                    | Derek DeBoer Andy Lally Spencer Pumpelly                 | Porsche 3,8 L Flat Six Atmo             | 246   | + 19 tours          |
| 22                                      | GT4 Pro-Am | 8   | GMG Racing                                 | Andy Lee Joel Miller Elias Sabo                          | Audi R8 LMS GT4 Evo                     | 244   | + 21 tours          |
| 22                                      | GT4 Pro-Am | 8   | GMG Racing                                 | Andy Lee Joel Miller Elias Sabo                          | Audi 5,2 L V10 Atmo                     | 244   | + 21 tours          |
| 23                                      | GT4 Silver | 111 | Classic BMW                                | John Capestro-DuBets Alex Filsinger Dominic Starkweather | BMW M4 GT4                              | 223   | + 42 tours          |
| 23                                      | GT4 Silver | 111 | Classic BMW                                | John Capestro-DuBets Alex Filsinger Dominic Starkweather | BMW S58B30T0 3,0 L i6 M TwinPower Turbo | 223   | + 42 tours          |
| 24                                      | GT3 Pro-Am | 04  | CrowdStrike/DXDT Racing (en)               | Colin Braun Ben Keating George Kurtz                     | Mercedes-AMG GT3 Evo                    | 212   | + 53 tours          |
| 24                                      | GT3 Pro-Am | 04  | CrowdStrike/DXDT Racing (en)               | Colin Braun Ben Keating George Kurtz                     | Mercedes-Benz M159 6,2 l V8 Atmo        | 212   | + 53 tours          |
| 25                                      | GT4 Am     | 09  | Automatic Racing                           | Jonathan Branam Paul Kiebler Mikel Miller                | Aston Martin Vantage AMR GT4            | 212   | + 53 tours          |
| 25                                      | GT4 Am     | 09  | Automatic Racing                           | Jonathan Branam Paul Kiebler Mikel Miller                | Aston Martin 4,7 l V8 Atmo              | 212   | + 53 tours          |
| 26                                      | GT4 Am     | 7   | Nolasport avec OGH                         | Sean Gibbons Pippa Mann Sam Owens                        | Porsche 718 Cayman GT4 Clubsport        | 200   | + 65 tours          |
| 26                                      | GT4 Am     | 7   | Nolasport avec OGH                         | Sean Gibbons Pippa Mann Sam Owens                        | Porsche 3,8 L Flat Six Atmo             | 200   | + 65 tours          |
| 27                                      | GT4 Pro-Am | 47  | Nolasport                                  | Jason Hart Colin Noble Matt Travis                       | Porsche 718 Cayman GT4 Clubsport        | 196   | + 69 tours          |
| 27                                      | GT4 Pro-Am | 47  | Nolasport                                  | Jason Hart Colin Noble Matt Travis                       | Porsche 3,8 L Flat Six Atmo             | 196   | + 69 tours          |
| Non classé                              |            |     |                                            |                                                          |                                         |       |                     |
|                                         | GT3 Pro    | 99  | Mercedes-AMG Team Craft-Bamboo Racing (en) | Maro Engel Jules Gounon Luca Stolz                       | Mercedes-AMG GT3 Evo                    | 243   | Abandon             |
| Mercedes-Benz M159 6,2 l V8 Atmo        | GT3 Pro    | 99  | Mercedes-AMG Team Craft-Bamboo Racing (en) | Maro Engel Jules Gounon Luca Stolz                       |                                         | 243   | Abandon             |
|                                         | GT3 Pro    | 59  | Crucial Motorsports                        | Ben Barnicoat Robert Bell Paul Holton                    | McLaren 720S GT3                        | 242   | Abandon             |
| McLaren M840T 4,0 l V8 Bi-Turbo         | GT3 Pro    | 59  | Crucial Motorsports                        | Ben Barnicoat Robert Bell Paul Holton                    |                                         | 242   | Abandon             |
|                                         | GT3 Pro    | 71  | AF Corse - Francorchamps Motors            | Antonio Fuoco Callum Ilott Davide Rigon                  | Ferrari 488 GT3 Evo 2020                | 237   | Abandon             |
| Ferrari F154CB 3,9 L V8 Turbo           | GT3 Pro    | 71  | AF Corse - Francorchamps Motors            | Antonio Fuoco Callum Ilott Davide Rigon                  |                                         | 237   | Abandon             |
|                                         | GT4 Pro-Am | 98  | Random Vandals Racing                      | Al Carter Conor Daly Paul Sparta                         | BMW M4 GT4                              | 169   | Abandon             |
| BMW S58B30T0 3,0 L i6 M TwinPower Turbo | GT4 Pro-Am | 98  | Random Vandals Racing                      | Al Carter Conor Daly Paul Sparta                         |                                         | 169   | Abandon             |
|                                         | GT3 Pro-Am | 16  | EBM Giga Racing                            | Nick Boulle Adrian D'Silva Jeffery Kingsley              | Porsche 911 GT3 R                       | 144   | Abandon             |
| Porsche 4,2 L Flat Six Atmo             | GT3 Pro-Am | 16  | EBM Giga Racing                            | Nick Boulle Adrian D'Silva Jeffery Kingsley              |                                         | 144   | Abandon             |
|                                         | GT3 Silver | 20  | Wright Motorsports                         | Jan Heylen Fred Poordad Max Root                         | Porsche 911 GT3 R                       | 144   | Abandon             |
| Porsche 4,2 L Flat Six Atmo             | GT3 Silver | 20  | Wright Motorsports                         | Jan Heylen Fred Poordad Max Root                         |                                         | 144   | Abandon             |
|                                         | GT4 Pro-Am | 2   | GMG Racing                                 | Jason Bell Andrew Davis Trent Hindman                    | Aston Martin Vantage AMR GT4            | 134   | Abandon             |
| Aston Martin 4,7 l V8 Atmo              | GT4 Pro-Am | 2   | GMG Racing                                 | Jason Bell Andrew Davis Trent Hindman                    |                                         | 134   | Abandon             |
|                                         | GT4 Am     | 68  | TGR Smooge Racing                          | Kevin Conway John Geesbreght Jack Hawksworth             | Toyota GR Supra GT4                     | 120   | Abandon             |
| Toyota 3,0 l i6 Turbo                   | GT4 Am     | 68  | TGR Smooge Racing                          | Kevin Conway John Geesbreght Jack Hawksworth             |                                         | 120   | Abandon             |
|                                         | GT3 Pro-Am | 91  | Rearden Racing                             | Jeff Burton Vesko Kozarov                                | Lamborghini Huracán GT3 Evo             | 103   | Abandon             |
| Lamborghini DGF 5,2 L V10 Atmo          | GT3 Pro-Am | 91  | Rearden Racing                             | Jeff Burton Vesko Kozarov                                |                                         | 103   | Abandon             |
|                                         | GT3 Pro-Am | 19  | CrowdStrike/DXDT Racing (en)               | Michael Cooper Thomas Merrill Erin Vogel                 | Mercedes-AMG GT3 Evo                    | 62    | Abandon             |
| Mercedes-Benz M159 6,2 l V8 Atmo        | GT3 Pro-Am | 19  | CrowdStrike/DXDT Racing (en)               | Michael Cooper Thomas Merrill Erin Vogel                 |                                         | 62    | Abandon             |
| NC                                      | GT3 Silver | 33  | Winward Racing                             | Marvin Dienst Philip Ellis Russell Ward (en)             | Mercedes-AMG GT3 Evo                    | 62    | Abandon             |
| NC                                      | GT3 Silver | 33  | Winward Racing                             | Marvin Dienst Philip Ellis Russell Ward (en)             | Mercedes-Benz M159 6,2 l V8 Atmo        | 62    | Abandon             |
| NC                                      | GT3 Pro-Am | 88  | Zelus Motorsports                          | Jason Harward Madison Snow                               | Lamborghini Huracán GT3 Evo             | 100   | Abandon             |
| NC                                      | GT3 Pro-Am | 88  | Zelus Motorsports                          | Jason Harward Madison Snow                               | Lamborghini DGF 5,2 L V10 Atmo          | 100   | Abandon             |

## Pole position et record du tour
- Pole position :
- Meilleur tour en course :

## À noter
- Longueur du circuit :
- Distance parcourue par les vainqueurs :